# Campionati europei di dressage 2015
I Campionati europei di dressage 2015 si sono svolti ad Aquisgrana, in Germania. 

## Podi
| Evento              | Oro                | Argento                 | Bronzo                |
| Dressage freestyle  | Charlotte Dujardin | Kristina Bröring-Sprehe | Hans Peter Minderhoud |
| Dressage GP Special | Charlotte Dujardin | Kristina Bröring-Sprehe | Beatriz Ferrer-Salat  |
| Gara a squadre      | Paesi Bassi        | Regno Unito             | Germania              |

## Medagliere
| Posiz. | Nazione     | Oro | Argento | Bronzo | Totale |
| ------ | ----------- | --- | ------- | ------ | ------ |
| 1      | Regno Unito | 2   | 1       | 0      | 3      |
| 2      | Paesi Bassi | 1   | 0       | 1      | 2      |
| 3      | Germania    | 0   | 2       | 1      | 3      |
| 4      | Spagna      | 0   | 0       | 1      | 1      |
| Totale | Totale      | 3   | 3       | 3      | 9      |